# Davor Rupnik
Davor Rupnik (Osijek, 29 agosto 1971) è un allenatore di calcio ed ex calciatore croato, di ruolo centrocampista.

## Palmarès

### Giocatore
- Coppa d'Israele: 2

Hapoel Tel Aviv: 1998-1999, 1999-2000
- Campionato israeliano: 1

Hapoel Tel Aviv: 1999-2000